# NGC 6360
NGC 6360 est une entrée du New General Catalogue qui concerne un corps céleste perdu ou inexistant ou encore un groupe d'étoiles dans la constellation d'Ophiuchus. Cet objet a été enregistré par l'astronome britannique John Herschel le 3 aout 1834.
Herschel a décrit ce qu'il a observé comme le fond clair de la Voie lactée composé de nombreuses régions brillantes obscurcies par des nébuleuses sombres. Harold Corwin note qu'il pourrait s'agir d'un nuage d'étoiles situé au nord-ouest des coordonnées notées par Herschel.